# Paradoxopsyllus jinshajiangensis
Paradoxopsyllus jinshajiangensis är en loppart som beskrevs av Hsieh Paochi, Yang Xueshi et Li Kueichen 1978. Paradoxopsyllus jinshajiangensis ingår i släktet Paradoxopsyllus och familjen smågnagarloppor.

## Underarter
Arten delas in i följande underarter:
- P. j. jinshajiangensis
- P. j. concavus